# 1933 год в СССР

## Январь
- 1 января — в СССР завершён переход на 7-часовой рабочий день.
- 12 января — в СССР закончился Объединённый пленум ЦК и ЦКК ВКП(б), который принял решение о чистке партии и прекращении приёма в неё в 1933 году. Принял решение об «антипартийной группировке» Эйсмонта, Толмачёва, Смирнова и пр.

## Февраль
- 15 февраля — В Москве открылся Съезд колхозников-ударников (до 19 февраля)[1].

## Июль
- 6 июля—30 сентября — Автопробег Москва—Каракумы—Москва[2].
- 15 июля — Сдан в эксплуатацию Уралмашзавод[3]